# Donatville
Donatville est un hameau (hamlet) du Comté d'Athabasca, situé dans la province canadienne d'Alberta.

## Démographie
En tant que localité désignée dans le recensement de 2011, Donatville a une population de 5 habitants dans 3 de ses 6 logements, soit une variation de 100% par rapport à la population de 2006. Avec une superficie de 0,664 4 km2, le hameau possède une densité de population de 7,525 6 hab/km2selon une étude en 2011.
Concernant le recensement de 2006, Donatville abritait 0 habitants dans 0 de ses 0 logements. Avec une superficie de 0,664 4 km2, le hameau possédait une densité de population de 0,0 hab/km2 en 2006.